# Zalmoxida gibbera
Espèce
Zalmoxida gibbera est une espèce d'opilions laniatores de la famille des Petrobunidae.

## Distribution
Cette espèce est endémique de la province de Yala en Thaïlande. Elle se rencontre vers Than To.

## Description
Le mâle holotype mesure 1,72 mm et la femelle paratype 1,63 mm.

## Systématique et taxinomie
Cette espèce a été décrite par Suzuki en 1969.

## Publication originale
- (en) Suzuki, « On a collection of opilionids from Southeast Asia », Journal of Science of the Hiroshima University, b, vol. 22, no 2,‎ 1969, p. 11-77